# Aloxan
Aloxanul este un compus organic derivat de pirimidină. Prezintă o toxicitate selectivă asupra celulelor pancreatice secretoare de insulină, fiind astfel utilizat pentru inducerea diabetului la animalele de experiență.

## Istoric
Aloxanul a fost descoperit de către Justus von Liebig și Friedrich Wöhler, și este unul dintre cei mai vechi compuși organici care au fost denumiți. A fost inițial preparat de către Luigi Valentino Brugnatelli (1761-1818) în anul 1818  și a fost denumit în 1838 de către Wöhler și Liebig. Denumirea provine de la cuvintele „alantoină” și „Oxalsäure” (acid oxalic în germană). Implicarea sa în inducerea diabetului a fost descrisă de Dunn, Sheehan și McLetchie în 1943.

## Obținere
Prima sinteză a aloxanului a fost realizată prin oxidarea acidului uric cu acid azotic. O altă metodă implică oxidarea acidului barbituric cu trioxid de crom.
Compusul dimerizează la aloxantină în urma reacției de reducere parțială, care se poate face cu hidrogen sulfurat:

## Proprietăți
Aloxanul a fost utilizat pentru sinteza de murexid, un colorant descoperit de către Carl Wilhelm Scheele în anul 1776. Murexidul este produs în urma unei succesiuni de reacții ale aloxantinei și amoniacului gazos. Murexidul se formează prin reacția de condensare a intermediarului uramil cu aloxan.

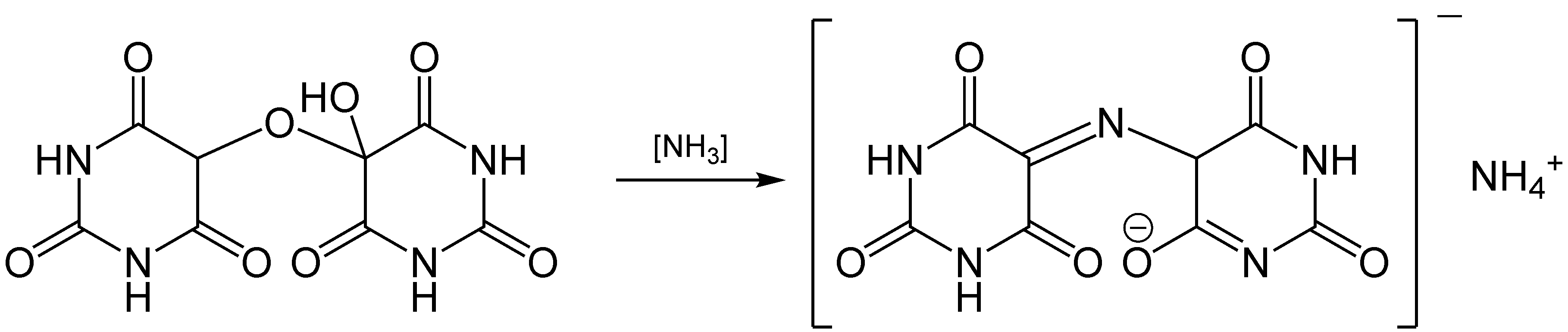
Murexidul (dreapta) este produs din aloxantină (stânga)